# Waterstones
Waterstone's es una librería inglesa creada en 1982 por Tim Waterstone y que a finales del 2009 empleaba a 4500 trabajadores en Reino Unido y Europa. Waterstone's ha adquirido desde entonces las librerías Ottakars, después de convertirse ella misma en una filial del grupo HMV en 1998. Además de la marca Waterstone's, el grupo HMV es dueño de la librería londinense Hatchards, creada en 1979, y de la cadena irlandesa Hodges Figgis. Desde 2003, Waterstone's financia Dyslexia Action UK como organización benéfica para promover la comprensión y el entendimiento de la dislexia.

## Misión
Citando al sitio web de Waterstone's:
La misión de Waterstone's es llegar a ser la librería líder en High Street y en internet proporcionando a sus consumidores la gama más amplia, a buen precio y consejo experto de un equipo apasionado por la venta de libros. Waterstone's se propone suscitar interés, animar a sus clientes e inspirar permanentemente a la gente a leer y aficionarlos a la lectura.

## Historia y evolución

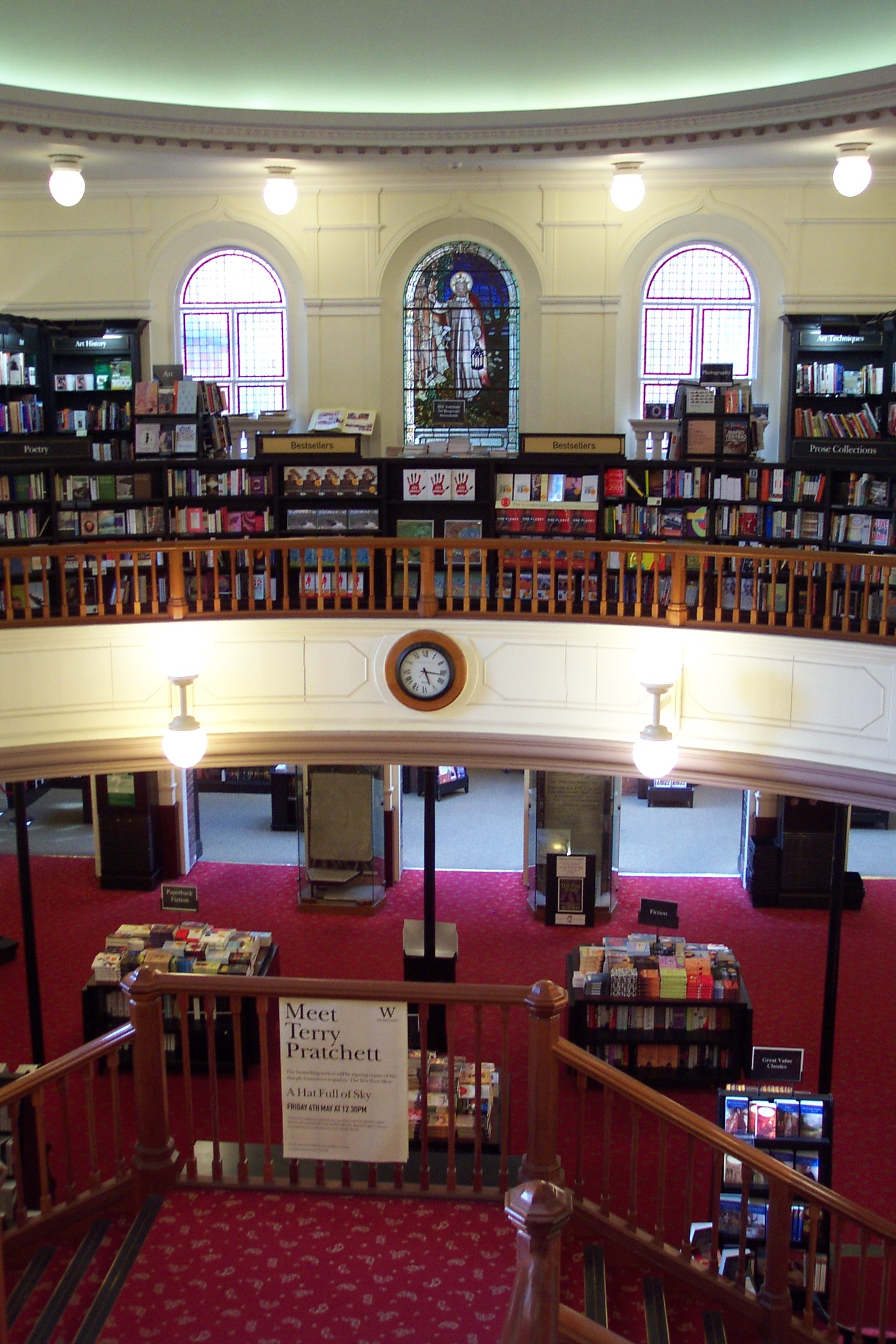
Interior of Reading Broad Street branch

La cadena fue creada por Tim Waterstone después de su despido por W. H. Smith. En 1989, W H Smith compró acciones en la cadena, y Tim Waterstone se lo vendió en 1993. En 1998, Smiths vendió la cadena por £300(junto con el patrimonio neto de la empresa Advent International) a HMV Media (ahora HMV), una nueva empresa en la cual EMI era un accionista importante y que ya poseía la cadena rival Dillons. En 1999 la mayoría de tiendas Dillons fueron rebautizadas como Waterstone's y otras, vendidas a su rival Ottakar's. En 2006, Tim Waterstone intentó recomprar su empresa a HMV, pero más tarde retiró su oferta.
Gerry Johnson fue nombrado director de Waterstone's en septiembre de 2005. Supervisó algunos desarrollos cruciales en la empresa, como el nuevo lanzamiento de las operaciones civernéticas de la cadena y reestructurando los suministros. Las operaciones en línea de Waterstone's se concedieron a Amazon.com en 2001. Sin embargo, en septiembre de 2006 se relanzó de forma independiente su página web de venta al por menor, Waterstones.com. Desde septiembre de 2008 un nuevo centro de almacenaje y distribución de 150000 ft² en Burton-Upon-Trent empezó a suministrar a todos los almacenes de Waterstone's y los pedidos a Waterstones.com. Existen entregas directas a las tiendas de los proveedores y que se reponen por la centralizada "Book Hub", que "recibe la mercancía de esa clase con una sección estimada en 70 millones de libros por año y los entregan directamente a las tiendas" además de negociar con las devoluciones de libros, con un sistema in situ. El sistema se introdujo en 2009, dando como resultando despidos de los empleados con contratos temporales, a pesar de los comentarios iniciales de que el centro permitiría a la plantilla "más tiempo en la planta de venta atendiendo a los clientes." El requisito legal por un periodo de consulta de 90 días comenzó en enero de 2009.
La revista Waterstone's Books Quarterly se lanzó en 2001, y estuvo disponible en todas las sucursales de Waterstone. En 2006, la cadena empezó a poner a prueba un programa de tarjeta de fidelización en el Sudoeste de Inglaterra y Gales. Como resultado la propuesta, se extendió en un ámbito nacional desde las tiendas de Reino Unido así como a las del resto de Europa e Irlanda. En 2007, Waterstone encargó un nuevo diseño para que sus tiendas se pusieran a prueba en todo el país, empezando con estas en el centro comercial Manchester's Arndale Centre. La cadena tiene la intención de "atraer más fútbol y proporcionar una marca más convincente a sus clientes."
Waterstone fue la primera librería en el Reino Unido que empezó a vender el primer Sony Reader en septiembre de 2008. Las sucursales de Waterstone y las tiendas de Sony Centre hicieron un acuerdo en el que se reservaba de forma exclusiva para dos semanas el lector de libros electrónico después de que se sacase a la venta y Waterstones.com empezó a sumistrar libros en el recomendable formato electrónico(.epub).

## Retail awards
Waterstone ha sido galardonada por sus logros de venta al detalle y por la pericia de sus empleados. A principios de 2008, Waterstones.com fue premiada con la insignia de plata por la categoría de Best Books Website en los BT Online Excellence. Awards. En una encuesta de 96 cadenas británicas en enero de 2009, Waterstone logró el 69% y ¿por qué? por "productos, precios, empleados y un ambiente de tienda aunque ellos recomendarían la tienda a un amigo", según una encuesta sobre la satisfacción de los clientes y que situó a la cadena en una octava posición.

### Premios de la industria del libro
En 2008 la empresa fue elogiada por el éxito de su tarjeta de fidelización, por su promoción del Escritor del Año, su crecimiento en línea y su programa de entrenamiento para libreros "Get Selling." en los Bookseller Retail Awards.
- Minorista de año en High Street[12]
- Campaña de marketing del año del libro de Nielsen[12]

## La absorción de Ottakar
En septiembre de 2005 la empresa matriz Waterstone´s HMV Group intentó comprar la candena de libros rival Ottakar's. Esto alarmó a los editores  y autores que esperaban que la Oficina por un Comercio Justo (Office of Fair Trading) remitiese la OPA a la Comisión de la competencia (Competition Commission). Así lo hicieron el 6 de diciembre de 2005. El 30 de marzo de 2006, la Comisión de la Competencia autorizó de forma provisional que Waterstone absorbiera al grupo Ottakar, declarando que dicha absorción "no conllevaría una disminución sustancial de la competencia" y que "no era probable que afectase a los precios de los libros, a la variedad de títulos ofrecidos ni a la calidad del servicio". Después de estudios exhaustivos descubrieron igualmente que "al contrario de la percepción general, tanto Waterstone como Ottakar, trabajan con un sistema de compra de libros que combina entradas centrales como locales en la selección de su género"
El 31 de marzo de 2006, Waterstone anunció que había negociado con éxito la adquisición de Ottakar. El director ejecutivo de HMV, Alan Giles dijo: "Una combinación de Waterstone con el negocio de Ottakar creará un librero apasionante y de calidad, capaz de responder mejor a las presiones, cada vez más competitivas del mercado minorista". El director de Ottakar Philip Dunne dijo: "Durante el último año el mercado del libro ha experimentado un cambio significativo con nuevos niveles de competitividad de las grandes superficies y vendedores online causando un impacto en aquellos de nivel insuficiente para competir en igualdad de condiciones."
Tras la absorción, HMV anunció que las sucursales de Ottakar, como las de Waterstone, volverían a ser patentadas. En julio de 2006, se inició un programa de reconversión y en un pazo de cuatro meses, cada tienda de Ottakar había sido relanzada como una Waterstone con la pérdida de 100 puestos de trabajo.

### Children's Book Prize
Waterstone continúa auspiciando el Premio Libro del Niño de Ottakar. Desde 2005, los premios Waterstone's Children's Book Prize han tratado de "descubrir talentos ocultos de la literatura para niños" galardonando a autores con sólo dos libros publicados anteriormente (para adultos o de ficción para niños). 
- 2009 The Thirteen Treasures de Michelle Harrison
- 2008 Ways to Live Forever de Sally Nicholls
- 2007 Darkside de Tom Becker
- 2006 The Diamond of Drury Lane de Julia Golding
- 2005 The Cry of the Icemark de Stuart Hill

Waterstone también es el patrocinador principal de Children's Laureate, anteriormente auspiciado por Ottakar.

## Absorción de libros etc
En agosto del año 2008, Waterstone´s absorbió ocho tiendas Books etc de la cadena Borders UK incrementando así su presencia en Londres. A las tiendas de Fleet Street, London Wall, Holborn, Wandsworth, Uxbridge, Finchley y Canary Wharf se les cambió la marca fusionándolas con la cadena Waterstone´s.

## Ubicación

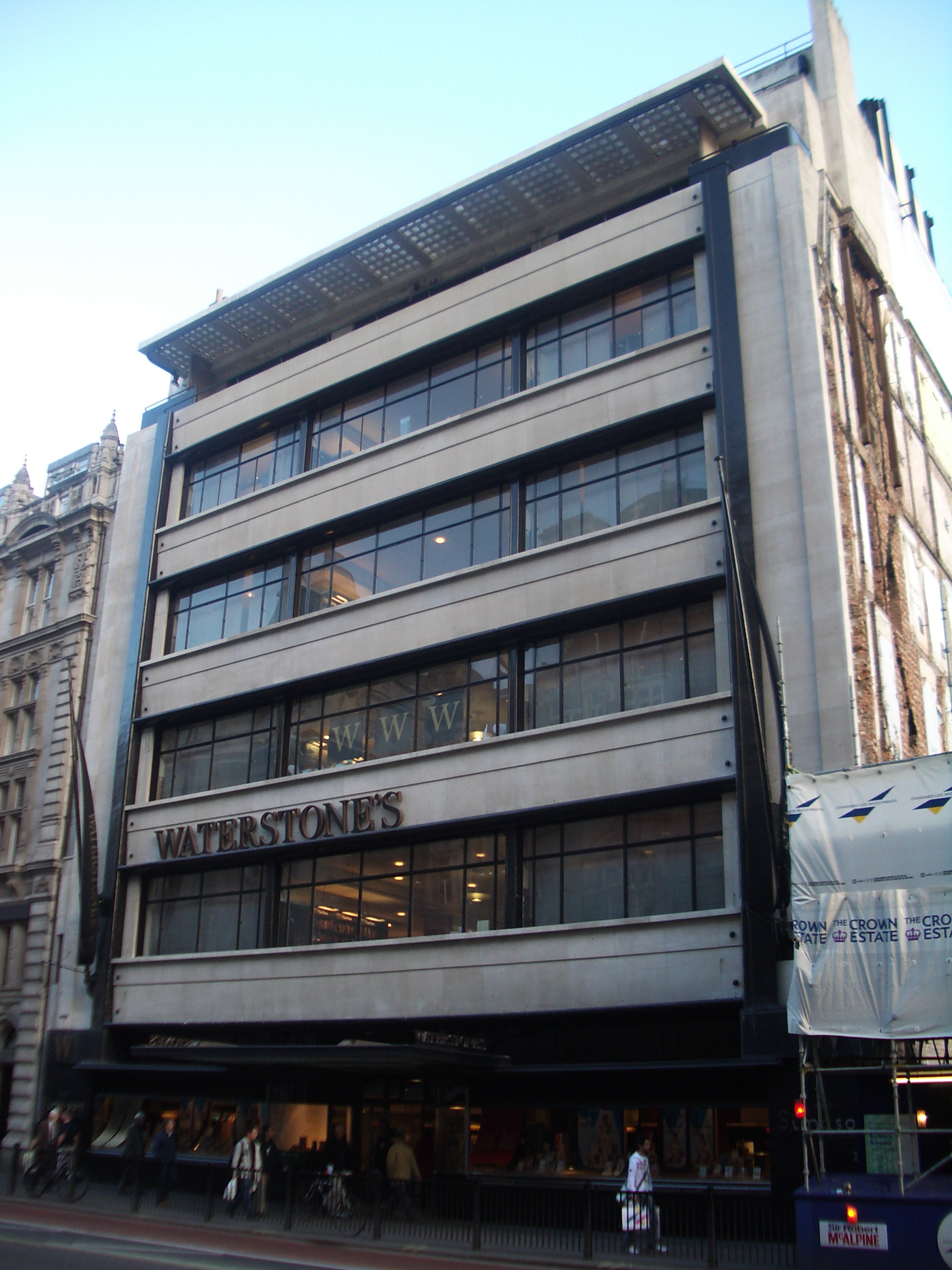
London Piccadilly flagship branch

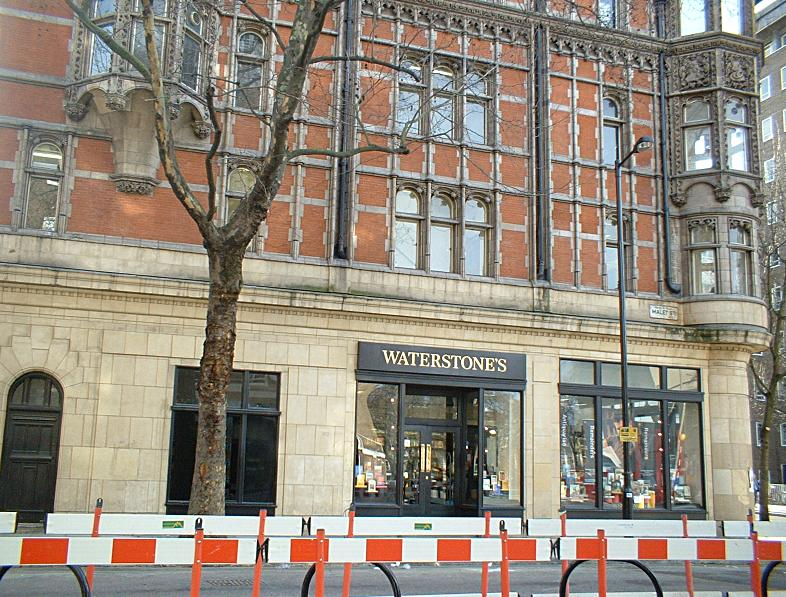
London Gower Street branch

Waterstone's tiene alrededor de 303 tiendas en Europa, incluyendo el Reino Unido, República de Irlanda (incluyendo Dublín, Cork and Drogheda), y en los Países Bajos y Bélgica (Ámsterdam y Bruselas), situadas en calles principales y zonas universitarias. Su tienda bandera en Londres está en Piccadilly mientras que la principal sucursal en zona universitaria se encuentra en Gower Street, entre la University College de Londres y el University of London Union.  
Waterstone's goza de una buena reputación por favorecer el uso de edificios de interés arquitectónico e histórico. Alguna de las sucursales ubicadas en uno de estos edificios son:
- Piccadilly, Londres (antiguo Simpsons of Piccadilly)
- Deansgate, Mánchester
- Bold Street, Liverpool
- Broad Street, Reading (antigua Broad Street Independent Chapel)
- Grey Street, Newcastle upon Tyne (cerrada en Diciembre 2007)[18]
- Emerson Chambers, Newcastle upon Tyne
- La Scala Cinema, Sauchiehall Street, Glasgow[19]
- New Street, Birmingham anteriormente edificio del Banco Midland (1867-1869), diseñado por Edward Holmes
- Dolphin & Anchor, West Street, Chichester
- Wool Exchange, Bradford
- El cine Carlton, Swansea
- Fishergate, Preston
- Corn Exchange, Lincoln
- West End Princes Street, Edimburgo
- High Street, Worcester
- Dawson Street, Dublín - anterior localización de Hodges Figgis (como se menciona en la novela Ulysses)

## Controversias

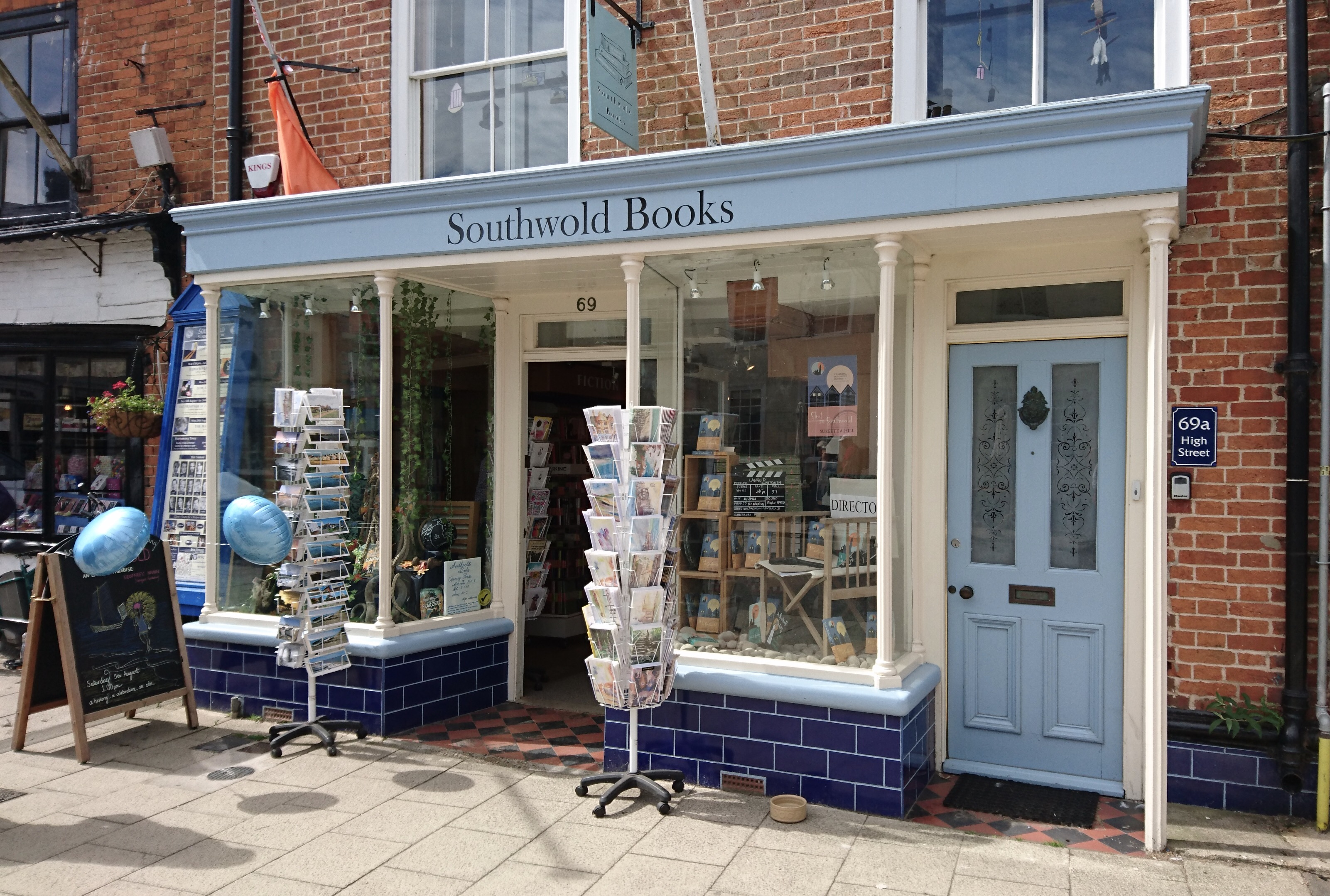
Imagen de l librería

En noviembre del año 2008, Waterstone's canceló el evento de firma de libros del poeta Patrick Jones en su tienda de Cardiff. La organización Christian Voice (UK) había descrito el libro como "obsceno y blasfemo" y comentaron que "el mero hecho de saber que estábamos en camino, ha sido suficiente para infundir el miedo a Dios en nuestros adversarios." Jones dijo que no iba a dejarse "derrotar" por activistas religiosos y firmó en la calle copias de su libro a un pequeño grupo de personas, argumentando que "no debería existir este tipo de censura."
Waterstone's dijo que el acto había sido cancelado "para evitar un trastorno potencial a nuestra tienda" afirmando que su prioridad era la seguridad de sus libreros y señalando que el libro seguiría a la venta en todas las sucursales de la cadena.
En octubre del año 2009, Waterstone's inhabilitó en todas sus tiendas el acceso vía Internet a la página web, The Bookseller.com, así como a su revista de comercio. Según la página de intranet de la cadena, Gerry Johnson alegó que esto fue debido a que la revista no era necesaria para el ejercicio de la  "actividad diaria del negocio" en la compañía y que podría llegar a "desorientar". Sin embargo, otras fuentes sugerían que fue debido a un artículo publicado por The Bookseller en el que se daba publicidad negativa a la actuación del nuevo "Book Hub" como centro neurálgico de distribución.